# Al Pease
Victor "Al" Pease (Darlington, Anglaterra, 15 d'octubre de 1921 - Sevierville, 4 de maig de 2014) va ser un pilot de curses automobilístiques canadenc d'origen anglès, que va arribar a disputar curses de Fórmula 1.

## A la F1
Al Pease va debutar a la vuitena cursa de la temporada 1967 (la divuitena temporada de la història) del campionat del món de la Fórmula 1, disputant el 27 d'agost del 1967 el GP del Canadà al circuit de Mosport Park.
Va participar en un total de tres curses puntuables pel campionat de la F1, disputades en tres temporades consecutives (1967-1969), no finalitzant cap cursa i no va assolir cap punt pel campionat del món de pilots. Té la trista distinció de ser l'únic competidor en ser desqualificat d'una cursa del Campionat del Món, en el GP del Canadà de 1969, per ser massa lent.

## Resultats a la Fórmula 1
| Any  | Equip             | Xassís | Motor  | 1   | 2   | 3   | 4   | 5   | 6   | 7   | 8      | 9       | 10      | 11  | 12  | Posició | Punts |
| ---- | ----------------- | ------ | ------ | --- | --- | --- | --- | --- | --- | --- | ------ | ------- | ------- | --- | --- | ------- | ----- |
| 1967 | Castrol Oils Ltd. | Eagle  | Climax | SUD | MON | HOL | BEL | FRA | GBR | ALE | CAN NC | ITA     | USA     | MEX |     | -       | 0     |
| 1968 | Castrol Oils Ltd. | Eagle  | Climax | SUD | ESP | MON | HOL | BEL | FRA | GBR | ALE    | ITA     | CAN NVS | USA | MEX | -       | 0     |
| 1969 | John Maryon       | Eagle  | Climax | SUD | ESP | MON | HOL | FRA | GBR | ALE | ITA    | CAN DSQ | USA     | MEX |     | -       | 0     |

### Resum
| Curses: | Victòries: | Pòdiums: | Poles: | Voltes ràpides: | Punts: |
| ------- | ---------- | -------- | ------ | --------------- | ------ |
| 3       | 0          | 0        | 0      | 0               | 0      |